# Cnemisus ahngeri
Cnemisus ahngeri är en skalbaggsart som beskrevs av Semenov 1903. Cnemisus ahngeri ingår i släktet Cnemisus och familjen Aphodiidae. Inga underarter finns listade i Catalogue of Life.